# Juan Cruz Mascia
Juan Cruz Mascia (Montevideo, 3 de janeiro de 1994), é um futebolista uruguaio que atua como atacante. Atualmente joga pelo Nacional.

## Carreira
Começou sua carreira nas categorias de base do Miramar Misiones. Em 20 de fevereiro de 2011, fez sua primeira partida como profissional contra o Danubio, em jogo válido pelo Campeonato Uruguaio 2010-11.

### Seleção
Em novembro de 2009, jogou o Campeonato Sul-Americano de Futebol Sub-15. Neste torneio, ele marcou três gols, um contra o Equador, um contra o Brasil e outro contra a Argentina.
Também jogou o Campeonato Sul-Americano de Futebol Sub-17 de 2011, no Equador, no qual foi o artilheiro da competição com 6 gols marcados.

## Títulos

### Campanhas de destaque
- Vice-campeão do Campeonato Sul-Americano de Futebol Sub-17 de 2011
- Vice-campeão do Campeonato Mundial de Futebol Sub-17 de 2011

### Prêmios individuais
- Artilheiro do Sul-Americano Sub-17 de 2011 (6 gols)